# Zulu (film, 2013)
Pour les articles homonymes, voir Zulu.
Ne doit pas être confondu avec Zoulou (film).
Pour plus de détails, voir Fiche technique et Distribution.
Zulu est un film policier franco-sud-africain écrit et réalisé par Jérôme Salle, sorti en 2013.
Le scénario est une adaptation du livre homonyme Zulu de Caryl Férey, œuvre littéraire couronnée par le grand prix de littérature policière en 2008 et par le prix Jean Amila-Meckert au Salon du livre d'expression populaire et de critique sociale d'Arras en 2009. L'œuvre fait référence au Projet Coast, le programme d'armement biologique et chimique du régime d'apartheid d'Afrique du Sud.
Le film se déroule en 2013. Une équipe composée d’un policier noir, rescapé en 1978 des milices d'Inkatha sévissant au KwaZulu-Natal, devenu chef de la police criminelle du Cap et d’un officier blanc, dont le père était procureur au temps de l’apartheid, cherche à élucider des assassinats liés aux dealers et à une nouvelle drogue. En enquêtant sur cette affaire, ils vont découvrir un terrible secret qui remonte aux heures les plus sombres de l'Apartheid, en se confrontant à l’extrême violence de la société sud-africaine. L’un y perdra ses repères moraux, l’autre y trouvera une forme de rédemption.

## Synopsis
Alors qu’ils entendent parler d'enfants disparus dans le township de Khayelitsha, Ali Sokhela, un capitaine de police noir du service policier du Cap, son partenaire blanc Brian Epkeen, ainsi que la jeune recrue Dan Fletcher, sont appelés pour enquêter sur l'assassinat d'une jeune femme, Judith Botha, dont le corps a été retrouvé au jardin botanique de Kirstenbosch. Judith est en fait vivante mais la victime s’avère être sa meilleure amie, Nicole Weitz, la fille d’un ancien champion de rugby, Stewart Weitz, résidant dans une belle villa sur les hauteurs du Cap. Son assassinat semble lié à une nouvelle drogue.
En rentrant chez lui, Ali désamorce une bagarre entre deux jeunes garçons qui s’enfuient, mais il trouve une substance en poudre sur les lieux. Il découvrira plus tard qu’il s’agit de cette même nouvelle forme de drogue.
Au cours de son interrogatoire, Judith a affirmé que Nicole avait passé la soirée avec son petit ami. Renseignés par la danseuse Zina du club « Sundance » qui a identifié celui-ci comme étant Stan, un petit dealer, ils vont à sa recherche sur la plage de Muizenberg où le téléphone de Nicole a été localisé. Près d’un cabanon, l’interpellation tourne au drame pour les policiers, les dealers lourdement armés étant déterminés à les éliminer. Dan Fletcher est amputé d’une main à la machette puis mortellement blessé. Brian en abat plusieurs, mais quelques uns s'enfuient.
Dans les laboratoires de la police, Brian peut constater sur des souris blanches les effets dévastateurs de la drogue trouvée au cabanon, du tik, une sorte de crack qui a été coupé avec une molécule inconnue. A forte dose, dans une agressivité sans limite, les souris s’entre-tuent.
Stan s’est échappé mais le gang qui contrôle le trafic le retrouve chez lui et l'emmène pour le torturer. Pourquoi s’était-il mis à en vendre en dehors des townships ? Celui-ci leur avoue avoir couché avec Nicole Weitz, et l’avoir tuée à coups de poing car, sous l’effet de la drogue, elle était devenue agressive de façon extrêmement incontrôlable à son égard.
Retournant sur la plage et notamment dans une maison plus ou moins abandonnée, Brian croise une cavalière, Tara, qui lui indique avoir vu roder un 4x4 qu’elle identifiera plus tard et dont le propriétaire s’avère être De Beer, un ancien militaire patron de DPS, une société de sécurité. De son côté, Ali demande à sa mère de se renseigner dans le township sur les enfants disparus, dont il a récupéré les noms dans un dispensaire.
Le lendemain, une nouvelle jeune femme blanche, Kate Montgomery, est retrouvée assassinée sur une plage au milieu des baigneurs. Elle était la fille d’un chanteur connu et habitait une villa sur les hauteurs de la plage. L’inscription Bazokhala, un message de guerre zoulou, nous allons les faire pleurer lui a été griffée sur la poitrine.
La descente de police dans le township de Khayelitsha pour interroger le Chat, le caïd local fabricant de la drogue, tourne au guet-apens. Les policiers et les hommes du Chat sont pris dans une fusillade déclenchée par les survivants de la plage de Muizenberg. Ali est blessé et conduit à l'hôpital, alors même qu’un commando mené par le Chat liquide les agresseurs poursuivis.
Le commissariat trouve la tête de Stan Kwalana dans une de ses poubelles. Kruger, le patron de la police au passé trouble du temps de l’apartheid, décide que l’enquête sur les meurtres des jeunes femmes est désormais bouclée, Stan étant déclaré comme le coupable officiel.
Dubitatifs sur la culpabilité de Stan qui était analphabète, Brian et Ali continuent leurs recherches à l’insu de leur hiérarchie. La société de sécurité DPS a comme client le Dr Joost Opperman, un chercheur en recherche moléculaire qui a travaillé pour le Projet Coast, puis a émigré après avoir été auditionné et amnistié par la Commission de la vérité et de la réconciliation. Depuis 2012 à Zurich, il a repris ses recherches avec un laboratoire suisse pour mettre au point un médicament pour traiter les dépressions. Les enfants des townships constituent des cobayes humains permettant de tester cette molécule qui a été mélangée au tik dans le laboratoire installé dans la maison de la plage.
Brian s’introduit clandestinement dans les locaux de la société DPS, découvre des mallettes de doses de drogue et des éprouvettes d’échantillons de sang. Il dérobe un disque dur qu’il s’empresse de consulter et de dupliquer.
Sur indication de son amie Mahimbo, Josephina, la mère d’Ali, se rend à l’église de Lengezi, dans le township où la bonne du prêtre aurait eu des contacts avec les enfants disparus. Elle découvre la bonne assassinée par le Chat. Ce dernier, chargé de supprimer tous les témoins de l’opération, la tue à son tour. Ali n’arrive à l’église de Lengezi que pour y découvrir le charnier des adolescents disparus, et le cadavre de sa mère.
De Beer, déterminé à récupérer les données volées dans ses locaux par Brian, prend en otage Ruby, l’ex-femme de ce dernier et son mari Rick dans leur villa de Klaasens Road dans le quartier de Bishopscourt. Brian restitue le disque dur et De Beer quitte les lieux après avoir tué Rick qui cherchait à marchander sa survie. Promis à être aussi liquidés, Brian et Ruby réussissent toutefois à en réchapper.
Mu par une vengeance implacable, Ali se lance seul à la poursuite de De Beer et d’Opperman. Cette traque le mène dans une ferme de Namibie, en plein désert. Brian le rejoint à la nuit tombée pour l'empêcher de commettre l'irréparable, alors que toutes les preuves légales existent pour envoyer leurs adversaires en prison. Mais Ali, qui a perdu ses repères moraux, l'assomme avec son fusil et se lance seul à l'assaut de la ferme, abattant tous ceux qu'il croise, dont le Chat. Seul Opperman s'échappe en 4x4. Brian arrive à temps pour capturer et arrêter De Beer, tandis qu’Ali poursuit Opperman à pied, jusqu’au matin, dans les dunes du désert du Namib. Il le tue à mains nues, mais lorsque Brian le rejoint en hélicoptère, Ali est mort d'épuisement. 
À son retour au Cap, Brian enterre Ali et réintègre le SAPS (South African Police Service). Il aspire à un nouveau départ dans sa vie en renouant avec son fils David et en faisant enfin graver la pierre tombale de son père.

## Fiche technique
- Titre original : Zulu
- Réalisation : Jérôme Salle
- Scénario : Julien Rappeneau et Jérôme Salle, d'après Zulu de Caryl Férey
- Direction artistique : Laurent Ott
- Décors : Laurent Ott
- Costumes : Rae Donnelly
- Photographie : Denis Rouden
- Montage : Stan Collet
- Musique : Alexandre Desplat
- Production : Richard Grandpierre
- Société de production : Eskwad, Lobster Films, M6 Films et Pathé
- Société de distribution : Pathé Distribution
- Pays d’origine :  France,  Afrique du Sud
- Langue originale : afrikaans, anglais
- Format : couleur - 35 mm - 1.85 : 1 - Dolby numérique
- Genre : policier
- Durée : 110 minutes
- Dates de sortie : 
  -  France : 26 mai 2013 (Festival de Cannes)
  -  France : 4 décembre 2013
- Mention CNC[4] : interdit aux moins de 12 ans avec avertissement (visa d'exploitation no 128883 délivré le 22 mai 2014)[N 1]
- Déconseillé aux moins de 16 ans à la télévision.

## Distribution
- Orlando Bloom (V. F. : Rémi Bichet) : Brian Epkeen
- Forest Whitaker (V. F. : Daniel Lobé) : Ali Sokhela
- Conrad Kemp (V. F. : Jérôme Cachon) : Dan Fletcher
- Inge Beckmann (V. F. : Rafaèle Moutier) : Ruby, ex-femme de Brian Epkeen
- Tinarie van Wyk-Loots (en) (V. F. : Julia Vaidis-Bogard) : Claire Fletcher, épouse de Dan Fletcher
- Regardt van den Bergh (en) (V. F. : Georges Claisse) : Frank De Beer
- Randal Majiet (V. F. : Christophe Lemoine) : Cat
- Patrick Lyster (V. F. : Patrick Messe) : Dr. Joost Opperman
- Joelle Kayembe : Zina, danseuse
- Tanya van Graan (en) (V. F. : Céline Mauge) : Tara
- Danny Keogh (en) (V. F. : Nicolas Marié) : Kruger patron police
- Christian Benett (V. F. : Diouc Koma) : Stan Kwalana
- Iman Isaacs (V. F. : Julie Dumas) : Janet, assistante de police
- Nomhle Nkoyeni : Josephina, mère d’Ali Sokhela
- Denise Newman (V. F. : Elisabeth Wiener) : Shebeen Queen
- Sven Ruygrok (V. F. : Brice Ournac) : David Epkeen
- Dean Slater (V. F. : Gérard Darier) : Rick van der Westhuizen, mari de Ruby
- Oscar Petersen : Captain Adams
- Khulu Skenjana : Themba
- Chuma Spotela : Maia
- Wiseman Sithole : Dispensary Doctor
- Thenjiwe Stemela : Myriam
- Andre Roothman (en) : Tony Montgomery
- Garth Collins : Stewart Weitz
- Adrian Galley (V. F. : Patrick Raynal) : Nils Botha, ancien rugbymen
- Natasha Loring (VF : Claire Morin) : Marjorie, copine de David Epkeen
- Roxanne Prentice (VF : Claire Morin) : Judith Botha, fille du rugbyman
- Brendon Daniels : Thug[N 2] - Beach 1

Source et légende : Générique - Version française (V. F.) selon le générique et la bande annonce et sur AlloDoublage

## Production

### Auditions

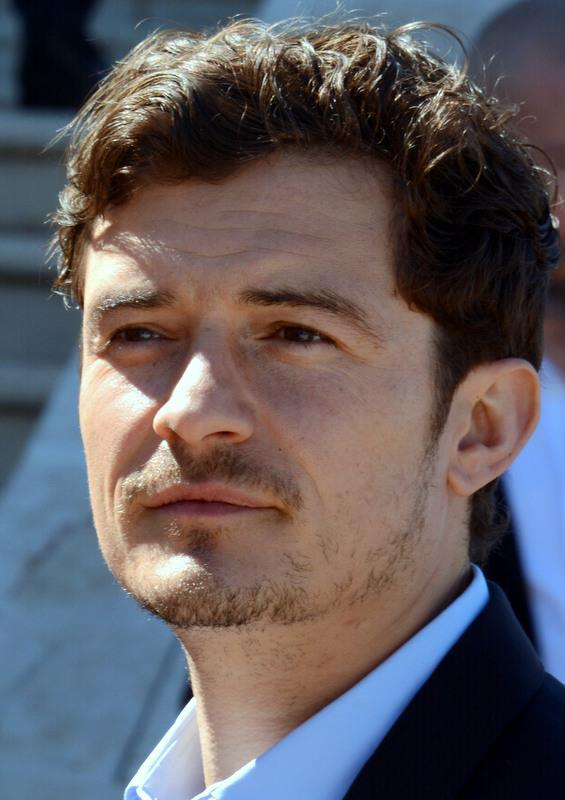
L'acteur principal Orlando Bloom à la première du film au Festival de Cannes 2013.

Les médias annoncent en février 2012, qu'Orlando Bloom et Djimon Hounsou interprèteront les policiers Brian Epkeen et Ali Sokhela . Djimon Hounsou est remplacé par Forest Whitaker en septembre 2012[réf. nécessaire].

### Tournage
Le tournage est initialement prévu à partir de la mi-juillet 2012 ; l'équipe de la production et le réalisateur s'envolent pour Le Cap en Afrique du Sud où le tournage débute finalement fin septembre 2012.

## Réception

### Accueil critique
Lors de sa sortie en salles, Zulu rencontre un accueil favorable des critiques, avec une note moyenne de 3,2⁄5 sur le site AlloCiné, pour seize titres de presse.

### Box-office
Distribué dans 243 salles, Zulu occupe la cinquième place du box-office français avec 137 545 entrées la semaine de sa sortie. Il reste dans le top 20 hebdomadaire les deux semaines suivantes avec un total de 249 566 entrées . Après sept semaines à l'affiche, Zulu finit son exploitation avec 279 056 entrées . À l'international, il rapporte 2 621 496 $ de recettes.

## Distinction

### Récompenses
- Prix Jacques-Deray du film policier français

### Sélection
- Festival de Cannes 2013 : sélection hors compétition (film de clôture)